# Les Eyzies
Les Eyzies is de commune nouvelle in de vallei van de Vézère in de streek Périgord Noir in het Franse departement Dordogne. De gemeente is op 1 januari 2019 ontstaan uit een fusie van de gemeenten Les Eyzies-de-Tayac-Sireuil, Manaurie en Saint-Cirq. Les Eyzies telde op 1 januari 2022 1.133 inwoners.

## Geografie
De oppervlakte van Les Eyzies bedraagt 53,37 km², de bevolkingsdichtheid is 21 inwoners per km² (per 1 januari 2019).
Onderstaande kaart toont de ligging van Les Eyzies met de belangrijkste infrastructuur en aangrenzende gemeenten:

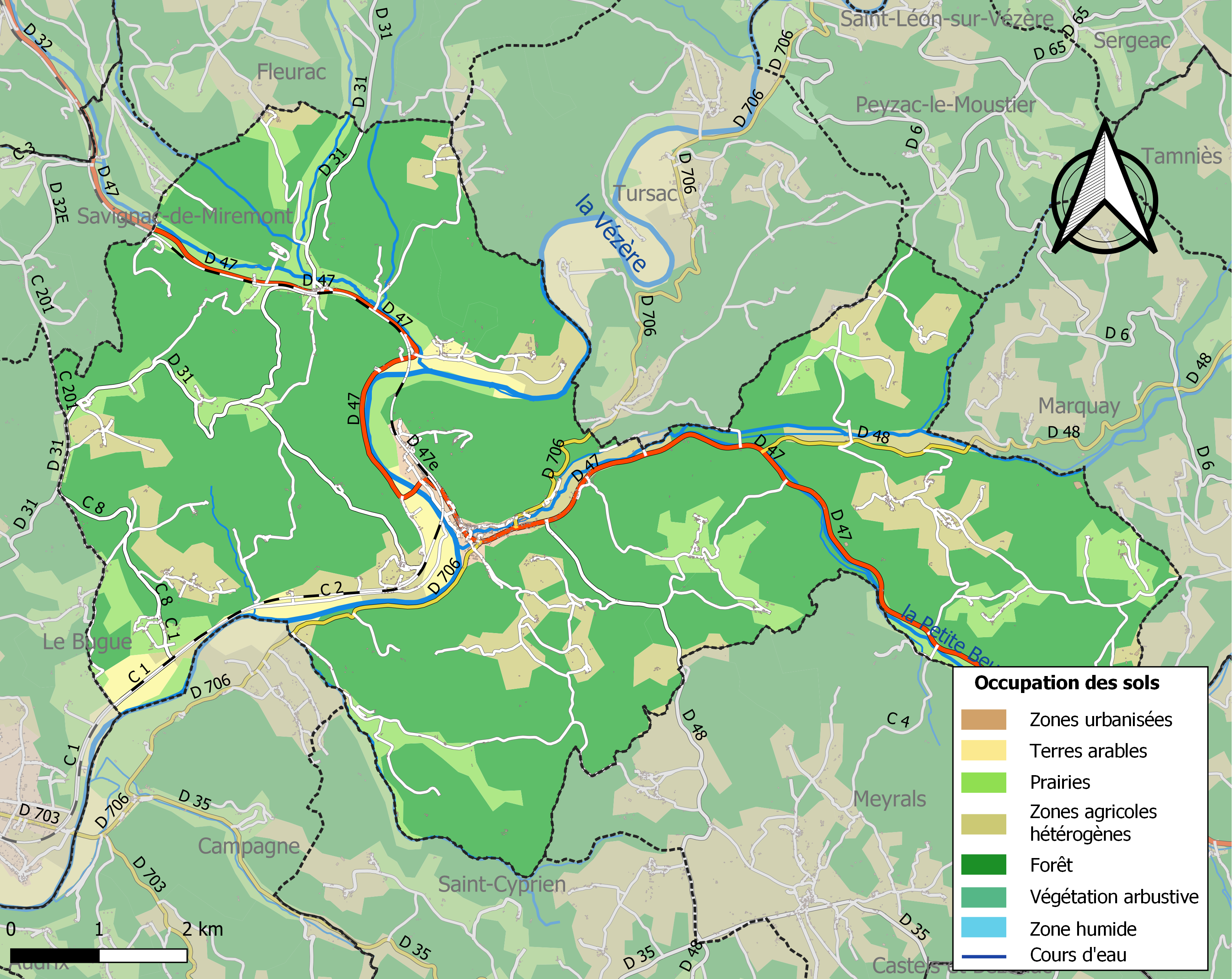

## Verkeer
In de gemeente ligt het spoorwegstation Les Eyzies.

## Bezienswaardigheden

### Prehistorische locaties
Les Eyzies wordt ook wel de hoofdstad van de prehistorie genoemd, vanwege de vele prehistorische vindplaatsen zoals grotten en abri's, daaronder:
- Gisement de Laugerie Haute
- Gisement de Laugerie Basse
- Gorge d'Enfer
- Grotte de la Mouthe
- Grotte de Font-de-Gaume
- Grottes des Combarelles
- Abri du Poisson
- Abri de Cro-Magnon, vindplaats van skeletten van de cro-magnonmens
- La Roque Saint Christophe
- Abri Pataud

Sommige van deze voor de geschiedenis van de mensheid belangrijke vindplaatsen zijn onder de noemer "Prehistorische locaties en beschilderde grotten in de Vézèrevallei" op de Werelderfgoedlijst van UNESCO geplaatst.
In Les Eyzies bevinden zich de twee belangrijke musea van Frankrijk met archeologische vondsten: het Musée National de Préhistoire met de belangrijkste collectie van heel Frankrijk, zoals werktuigen, sieraden en kunstvoorwerpen, en het Musée de la Spéléologie.

### Overige bezienswaardigheden
De Grotte du Grand Roc is een druipsteengrot vlak bij Les Eyzies. Het Château de Commarque ligt ongeveer acht kilometer km ten oosten van de plaats. Het kasteel dateert uit de late middeleeuwen. In Tayac bevindt zich een romaanse versterkte kerk. 